# Myriam Tanant
 (février 2018).
Si vous disposez d'ouvrages ou d'articles de référence ou si vous connaissez des sites web de qualité traitant du thème abordé ici, merci de compléter l'article en donnant les références utiles à sa vérifiabilité et en les liant à la section « Notes et références ».
Myriam Tanant, née Pisoni le 26 mars 1945 à Gaillard (Haute-Savoie) et morte le 12 février 2018 à Paris, est une dramaturge, traductrice, universitaire et metteuse en scène française de théâtre et d'opéra.

## Biographie
Agrégé de l'Université, Docteur d'État, Professeur Émérite, elle soutient sa thèse  La prova infinita : Giorgio Strehler entre pratique et recherche théâtrale sous la direction de Mario Fusco, à l'Université Sorbonne Nouvelle - Paris 3. Elle y enseigne, au sein de l'Institut d'études théâtrales et du Département d'italien et roumain le théâtre, la littérature française et italienne ainsi que l'opéra et le cinéma italien.
Elle a travaillé auprès des plus grands metteurs en scène de théâtre italien, notamment de Giorgio Strehler dont elle fut l'assistante au Théâtre de l'Odéon pendant dix ans.
Elle est l'auteur de nombreux essais portant particulièrement sur le théâtre et l'opéra italien et la directrice de thèses de doctorat, notamment celles de Marjorie Bertin, Hélène Dayan, Catherine Puliero et Laure-Hélène Sacco.
Ses propres pièces ont été pour la plupart créées par Jean-Claude Penchenat.
Elle est le librettiste de l'opéra Dédale d'Hugues Dufourt (1995)
Elle a également traduit Luigi Pirandello et Carlo Goldoni pour la Bibliothèque de la Pléiade. Sa traduction de La Villégiature de Carlo Goldoni a été choisie par Alain Françon pour sa mise en scène de la pièce à la Comédie-Française en 2011. Sa traduction de La Locandiera de Carlo Goldoni, achevée peu avant sa mort, est également mise en scène par Françon à la Comédie-Française en 2018. 
Elle a mis en scène de nombreux opéras de Mozart, notamment à l'Opéra de Lyon.

## Œuvres

### Théâtre
- L’Audition, Fragments italiens l'Odéon-Théâtre de l’Europe
- À dimanche, mis en scène par Jean-Claude Penchenat, à La Coupole, Sénart, 1995
- Suite sans titre, mis en scène par Jean-Claude Penchenat, Théâtre de l'Olivier, 1997
- La Discorde, mis en scène par Jean-Claude Penchenat au Théâtre des sources, Fontenay-aux-Roses, 2000
- Bar franco-italien, Turin, Kaplan, 2008,  (ISBN 978-88-89908-20-4), mis en scène par Jean-Claude Penchenat pour la Fondazione Teatro Piemonte Europa

### Opéra
- Dédale, livret de l'opéra d'Hugues Dufourt, Levallois, Una corda, 1996, créé à l'Opéra de Lyon et Radio-France en 1995, sous la direction de Claire Gibault

### Essais
- Giorgio Strehler, Arles, Actes Sud Papiers, 2007,  (ISBN 978-2-7427-6838-7)

### Traductions

#### Théâtre
- L'Enclave des papes ou la Nouvelle Villégiature (avec Jean-Claude Penchenat), mis en scène par Jean-Claude Penchenat, Maison de la Culture d'Amiens, 1984
- Le Trio brisé, (Terzetto spezzato) d'Italo Svevo, mis en scène par Enrico D'Amato, Odéon-Théâtre de l’Europe, 1986
- La Vérité, (La Verità) d'Italo Svevo, mis en scène par Enrico D'Amato, Odéon-Théâtre de l’Europe, 1986
- Une des dernières soirées de carnaval (avec Jean-Claude Penchenat), (Una delle ultime sera di carnovale) de Carlo Goldoni, Arles, Actes Sud Papiers, 1990,  (ISBN 978-2-8694-3281-9)
- Les Cuisinières (Le Massere) de Carlo Goldoni, Arles, Actes Sud Papiers, 1992,  (ISBN 978-2-8694-3364-9)
- Un homme exemplaire (avec Jean-Claude Penchenat), (L'Uomo di mondo) de Carlo Goldoni, Arles, Actes Sud Papiers, 1994,  (ISBN 978-2-8694-3380-9)
- La Banqueroute (La Bancarotta) de Carlo Goldoni, Arles, Actes Sud Papiers, 1994,  (ISBN 978-2-8694-3392-2)
- La Trilogie de la villégiature de Carlo Goldoni, Paris, L'Avant-scène théâtre no 1313-1314, 2011,  (ISBN 2749812046)

#### Littérature
- Oiseaux de cage et de volière, (Uccelli da gabia e da voliera ) d'Andrea de Carlo, Paris, L. Levi- S. Messinger, 1984,  (ISBN 2-86746-008-5)
- Macno d'Andrea De Carlo, Paris, Grasset, 1986,  (ISBN 2-246-35741-1)
- Yucatan, d'Andrea De Carlo, Paris, Grasset, 1989,  978-2-246-39641-3
- Amore, d'Andrea De Carlo, Paris, Grasset, 1996,  (ISBN 9782246502319)
- Le Conte des contes (Lo cunto de li cunti overo lo Trattenemiento de peccerille - Il Pentamerone) de Giambattista Basile,  Paris, l'Alphée, 1986,  (ISSN 0980-1995), Paris, Phébus, 2012,  (ISBN 978-2-7529-0664-9)

#### Essais
- La Guerre du faux, d'Umberto Eco, Paris : B. Grasset, 1985  (ISBN 2-246-34271-6), Paris : Librairie générale française, 1987,  (ISBN 2-253-04187-4)
- Pippo Delbono, Regards, Arles, Actes Sud Théâtre, 2010,  (ISBN 978-2-7427-8787-6)